# Municipio de Vernon (condado de Palo Alto)
El municipio de Vernon (en inglés: Vernon Township) es un municipio ubicado en el condado de Palo Alto en el estado estadounidense de Iowa. En el año 2010 tenía una población de 97 habitantes y una densidad poblacional de 1,06 personas por km².

## Geografía
El municipio de Vernon se encuentra ubicado en las coordenadas 43°12′19″N 94°36′36″O / 43.20528, -94.61000. Según la Oficina del Censo de los Estados Unidos, el municipio tiene una superficie total de 91.82 km², de la cual 91,48 km² corresponden a tierra firme y (0,38 %) 0,34 km² es agua.

## Demografía
Según el censo de 2010, había 97 personas residiendo en el municipio de Vernon. La densidad de población era de 1,06 hab./km². De los 97 habitantes, el municipio de Vernon estaba compuesto por el 98,97 % blancos, el 1,03 % eran asiáticos. Del total de la población el 0 % eran hispanos o latinos de cualquier raza.